# Elefant (dokumentarfilm)
 For alternative betydninger, se Elefant (flertydig). (Se også artikler, som begynder med Elefant)
Elefant er en dansk dokumentarfilm fra 1967.

## Handling
Optagelser af den afrikanske elefant.